# Garrison (Texas)
Garrison é uma cidade localizada no estado norte-americano de Texas, no Condado de Nacogdoches.

## Demografia
Segundo o censo norte-americano de 2000, a sua população era de 844 habitantes.
Em 2006, foi estimada uma população de 853, um aumento de 9 (1.1%).

## Geografia
De acordo com o United States Census Bureau tem uma área de
3,0 km², dos quais 3,0 km² cobertos por terra e 0,0 km² cobertos por água.

## Localidades na vizinhança
O diagrama seguinte representa as localidades num raio de 28 km ao redor de Garrison.